# Gutierrezia dunalii
Gutierrezia dunalii là một loài thực vật có hoa trong họ Cúc. Loài này được (Spreng.) G.L.Nesom mô tả khoa học đầu tiên năm 2000.